# Reichenbach (Dahn)
Reichenbach ist ein Stadtteil der im rheinland-pfälzischen Landkreis Südwestpfalz liegenden Stadt Dahn.

## Lage
Er liegt etwa zwei Kilometer südöstlich der Kernstadt mitten im Dahner Felsenland unmittelbar an der Gemarkungsgrenze zu Schindhard. Durch den Ort hindurch fließt die Wieslauter. Auf Höhe von Reichenbach nimmt sie von links den Langenbach und den Kuhbach auf.

## Kultur
Vor Ort befindet sich das Museum Dahn-Reichenbach.

## Wirtschaft und Infrastruktur

### Wirtschaft
Das Industriegebiet, das sich rechts von der Lauter befindet, macht den größten Teil von Reichenbach aus.

### Verkehr
Straße
Mitten durch den Ort verläuft zudem die Bundesstraße 427. In unmittelbarer Nähe von Reichenbach, jedoch teilweise bereits auf Gemarkung von Schindhard, zweigen die Landesstraße 489 nach Bundenthal-Rumbach, die Kreisstraße 39 nach Erfweiler und die Kreisstraße 41 zum Bärenbrunnerhof  von dieser ab. 
Schiene

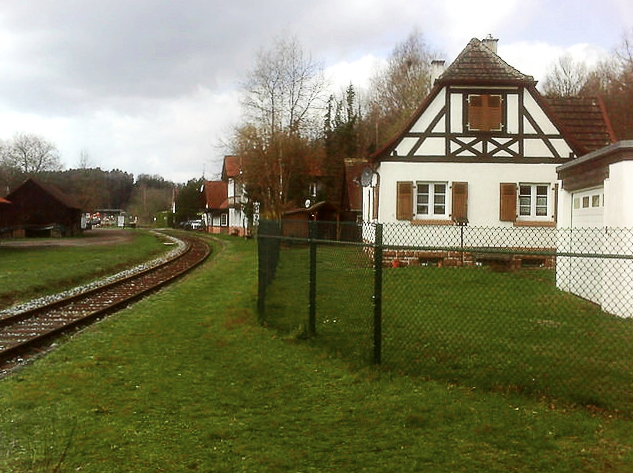
Haltepunkt Busenberg-Schindhard innerhalb von Reichenbach

Die Wieslauterbahn passiert Reichenbach ebenso. Entlang letzterer liegt auf der Höhe von Reichenbach der Haltepunkt Busenberg-Schindhard, der eigentlich als Betriebsstelle für beiden gleichnamigen benachbarten Gemeinden fungierte.
Die Station war früher ebenfalls ein Bahnhof, ehe der Rückbau zu einem Haltepunkt stattfand. Die beiden namensgebenden Gemeinden liegen einige Kilometer entfernt. Seinen Namen erhielt er, weil er hauptsächlich ihnen sowie Erfweiler diente. Dennoch wurde er in der Vergangenheit inoffiziell oft als Reichenbach bezeichnet. Noch in den 1980er Jahren besaß er ein Anschlussgleis.
Ab den 1930er Jahren verfügte er ebenso über ein Stellwerk, das inzwischen in ein Ferienhaus umgewandelt wurde. Ein Schreiner erwarb zudem 1983 das frühere Empfangsgebäude, das zwischenzeitlich heruntergekommen war. Er baute es in ein Restaurant um. 1998 erhielt es einen Anbau und zwei Jahre später wurde der Außenbereich verändert.

### Tourismus
Mit der Biosphärentour und dem von Hinterweidenthal nach Neuburg am Rhein verlaufenden Pamina-Radweg Lautertal führen außerdem zwei Radwege am Westrand des Ortes vorbei, ebenso der mit einem roten Balken markierte Fernwanderweg Donnersberg–Donon. Ebenfalls durch Reichenbach verläuft der Planetenwanderweg, der sich von Hinterweidenthal bis nach Bruchweiler-Bärenbach erstreckt. Darüber hinaus existiert vor Ort ein sogenannter Ferienbahnhof.

## Persönlichkeiten
- Franziskus von Bettinger (1850–1917),  Erzbischof von München und Freising sowie Kardinal, war von 1878 bis 1879 vor Ort Kooperator